# Effectifs du tournoi masculin de basket-ball aux Jeux olympiques d'été de 2000
Cette page contient la liste de toutes les équipes et leurs joueurs participant au Tournoi masculin de basket-ball aux Jeux olympiques d'été de 2000. L'âge est celui au début de la compétition, le 16 septembre 2000.

## Groupe A

### Chine
| Numéro | Joueur         | Poste | Naissance         | Taille | Club(s) 1999-2000         |
| ------ | -------------- | ----- | ----------------- | ------ | ------------------------- |
| 4      | Li Qun         | 1     | 10 novembre 1973  | 1,78 m | Guangdong Southern Tigers |
| 5      | Li Xiaoyong    | 1     | 28 novembre 1969  | 1,88 m | Liaoning Hunters          |
| 6      | Guo Shiqiang   | 2     | 7 août 1975       | 1,93 m | Liaoning Hunters          |
| 7      | Sun Jun        | 3     | 22 juin 1969      | 1,98 m | Jilin Northeast Tigers    |
| 8      | Hu Weidong     | 3     | 3 janvier 1970    | 1,98 m | Jiangsu Dragons           |
| 9      | Zhang Jingsong | 3     | 2 septembre 1973  | 1,98 m | Bayi Rockets              |
| 10     | Li Nan         | 3     | 25 septembre 1976 | 1,98 m | Bayi Rockets              |
| 11     | Liu Yudong     | 2-3   | 23 mars 1970      | 2,01 m | Bayi Rockets              |
| 12     | Zheng Wu       | 3     | 7 août 1967       | 1,98 m | Zhejiang Whirlwinds       |
| 13     | Yao Ming       | 5     | 12 septembre 1980 | 2,26 m | Shanghai Sharks           |
| 14     | Mengke Bateer  | 5     | 20 novembre 1975  | 2,11 m | Beijing Ducks             |
| 15     | Wang Zhizhi    | 5     | 8 juillet 1979    | 2,16 m | Bayi Rockets              |

Sélectionneur : Jiang Xingquan

### États-Unis
| Numéro | Joueur              | Poste | Naissance          | Taille | Club(s) 1999-2000         |
| ------ | ------------------- | ----- | ------------------ | ------ | ------------------------- |
| 4      | Steve Smith         | 2     | 31 mars 1969       | 2,01 m | Trail Blazers de Portland |
| 5      | Jason Kidd          | 1     | 23 mai 1973        | 1,93 m | Suns de Phoenix           |
| 6      | Allan Houston       | 2     | 20 avril 1971      | 1,96 m | Knicks de New York        |
| 7      | Alonzo Mourning     | 5     | 8 février 1970     | 2,08 m | Heat de Miami             |
| 8      | Tim Hardaway        | 1     | 1er septembre 1966 | 1,80 m | Heat de Miami             |
| 9      | Vince Carter        | 2     | 26 janvier 1977    | 1,96 m | Raptors de Toronto        |
| 10     | Kevin Garnett       | 4     | 19 mai 1976        | 2,11 m | Timberwolves du Minnesota |
| 11     | Vin Baker           | 4     | 23 novembre 1971   | 2,11 m | SuperSonics de Seattle    |
| 12     | Ray Allen           | 2     | 20 juillet 1975    | 1,96 m | Bucks de Milwaukee        |
| 13     | Antonio McDyess     | 4     | 7 septembre 1974   | 2,06 m | Nuggets de Denver         |
| 14     | Gary Payton         | 1     | 23 juillet 1968    | 1,93 m | SuperSonics de Seattle    |
| 15     | Shareef Abdur-Rahim | 4     | 11 décembre 1976   | 2,06 m | Grizzlies de Vancouver    |

Sélectionneur : Rudy Tomjanovich

### France
| Numéro | Joueur            | Poste | Naissance         | Taille | Club(s) 1999-2000       |
| ------ | ----------------- | ----- | ----------------- | ------ | ----------------------- |
| 4      | Moustapha Sonko   | 1     | 24 juin 1972      | 1,93 m | ASVEL Lyon-Villeurbanne |
| 5      | Laurent Sciarra   | 1     | 8 août 1973       | 1,96 m | Paris Basket Racing     |
| 6      | Antoine Rigaudeau | 1     | 17 décembre 1971  | 2,01 m | Kinder Bologne          |
| 7      | Laurent Foirest   | 2-3   | 18 septembre 1973 | 1,98 m | TAU Cerámica            |
| 8      | Yann Bonato       | 3     | 4 mars 1972       | 2,01 m | Limoges                 |
| 9      | Makan Dioumassi   | 2     | 21 juillet 1972   | 1,96 m | Le Mans                 |
| 10     | Stéphane Risacher | 3     | 26 août 1972      | 2,03 m | Pau-Orthez              |
| 11     | Thierry Gadou     | 4     | 13 janvier 1969   | 2,06 m | Pau-Orthez              |
| 12     | Cyril Julian      | 4-5   | 29 mars 1974      | 2,06 m | Paris Basket Racing     |
| 13     | Crawford Palmer   | 5     | 14 septembre 1970 | 2,08 m | Joventut Badalona       |
| 14     | Jim Bilba         | 4     | 13 avril 1968     | 1,98 m | ASVEL Lyon-Villeurbanne |
| 15     | Frédéric Weis     | 5     | 22 juin 1977      | 2,18 m | Limoges                 |

Sélectionneur  :  Jean-Pierre de Vincenzi

### Italie
| Numéro | Joueur             | Poste | Naissance         | Taille | Club(s) 1999-2000      |
| ------ | ------------------ | ----- | ----------------- | ------ | ---------------------- |
| 4      | Germán Scarone     | 1     | 27 février 1975   | 1,88 m | Montecatini            |
| 5      | Gianluca Basile    | 2     | 24 janvier 1975   | 1,92 m | Paf Wennington Bologna |
| 6      | Giacomo Galanda    | 5     | 30 janvier 1975   | 2,10 m | Paf Wennington Bologna |
| 7      | Gregor Fučka       | 3     | 7 août 1971       | 2,16 m | Paf Wennington Bologna |
| 8      | Denis Marconato    | 5     | 29 juillet 1975   | 2,11 m | Benetton Trévise       |
| 9      | Agostino Li Vecchi | 3     | 24 octobre 1970   | 2,03 m | Pallacanestro Messina  |
| 10     | Carlton Myers      | 2     | 30 mars 1971      | 1,93 m | Paf Wennington Bologna |
| 11     | Andrea Meneghin    | 2     | 2 février 1974    | 2,01 m | Varese Roosters        |
| 12     | Alessandro Abbio   | 1     | 13 mars 1971      | 1,93 m | Kinder Bologne         |
| 13     | Michele Mian       | 2     | 18 juillet 1973   | 1,93 m | Scavolini Pesaro       |
| 14     | Roberto Chiacig    | 5     | 1er décembre 1974 | 2,10 m | Montecatini            |
| 15     | Marcelo Damiao     | 5     | 19 mars 1975      | 2,03 m | Pallacanestro Reggiana |

Sélectionneur : Bogdan Tanjević

### Lituanie
| Numéro | Joueur                | Poste | Naissance         | Taille | Club(s) 1999-2000              |
| ------ | --------------------- | ----- | ----------------- | ------ | ------------------------------ |
| 4      | Šarūnas Jasikevičius  | 1     | 5 mars 1976       | 1,93 m | Union Olimpija                 |
| 5      | Kęstutis Marčiulionis | 2     | 4 avril 1977      | 1,88 m | Fightin' Blue Hens du Delaware |
| 6      | Mindaugas Timinskas   | 3     | 28 mars 1974      | 2,01 m | Žalgiris Kaunas                |
| 7      | Saulius Štombergas    | 3     | 14 décembre 1973  | 2,03 m | Kinder Bologne                 |
| 8      | Ramūnas Šiškauskas    | 2     | 10 septembre 1978 | 1,98 m | Lietuvos rytas                 |
| 9      | Andrius Giedraitis    | 2     | 23 juillet 1973   | 1,96 m | Lietuvos rytas                 |
| 10     | Dainius Adomaitis     | 3     | 19 janvier 1974   | 2,03 m | Anwil Włocławek                |
| 11     | Eurelijus Žukauskas   | 5     | 22 août 1973      | 2,18 m | Žalgiris Kaunas                |
| 12     | Tomas Masiulis        | 4     | 19 septembre 1975 | 2,06 m | Žalgiris Kaunas                |
| 13     | Darius Maskoliūnas    | 2     | 6 janvier 1971    | 1,96 m | Asseco Prokom Gdynia           |
| 14     | Gintaras Einikis      | 5     | 30 septembre 1969 | 2,06 m | CSKA Moscou                    |
| 15     | Darius Songaila       | 4     | 14 février 1978   | 2,03 m | Demon Deacons de Wake Forest   |

Sélectionneur  :  Jonas Kazlauskas

### Nouvelle-Zélande
| Numéro | Joueur          | Poste | Naissance        | Taille | Club(s) 1999-2000  |
| ------ | --------------- | ----- | ---------------- | ------ | ------------------ |
| 4      | Sean Marks      | 4-5   | 23 août 1975     | 2,08 m | Raptors de Toronto |
| 5      | Pero Cameron    | 4     | 5 juin 1974      | 2,00 m | Cheshire Phoenix   |
| 6      | Mark Dickel     | 1     | 21 décembre 1976 | 1,87 m | Victoria Titans    |
| 7      | Phillip Jones   | 3     | 11 mai 1978      | 1,95 m | Nelson Giants      |
| 8      | Kirk Penney     | 2     | 23 novembre 1980 | 1,96 m | North Harbour Heat |
| 9      | Robert Hickey   | 5     | 12 janvier 1974  | 1,95 m | Otago Nuggets      |
| 10     | Nenad Vučinić   | 1     | 7 avril 1965     | 1,93 m | Nelson Giants      |
| 11     | Tony Rampton    | 5     | 30 mai 1976      | 2,13 m | Nelson Giants      |
| 12     | Paul Henare     | 2     | 4 mars 1979      | 1,82 m | Auckland Stars     |
| 13     | Brad Riley      | 3     | 2 juillet 1974   | 2,10 m | Poenamo Kings      |
| 14     | Ralph Lattimore | 1     | 23 juin 1967     | 1,93 m | Nelson Giants      |
| 15     | Peter Pokai     | 4     | 24 août 1965     | 1,98 m | Wellington Saints  |

Sélectionneur  :  Keith Mair

## Groupe B

### Angola
| Numéro | Joueur              | Poste | Naissance         | Taille | Club(s) 1999-2000                   |
| ------ | ------------------- | ----- | ----------------- | ------ | ----------------------------------- |
| 4      | Víctor Muzadi       | 4-5   | 22 juin 1978      | 2,01 m | Clube Desportivo Primeiro de Agosto |
| 5      | Aníbal Moreira      | 3     | 19 septembre 1966 | 1,93 m | Atletico Queluz                     |
| 6      | Ângelo Victoriano   | 4-5   | 8 février 1968    | 1,96 m | Clube Desportivo Primeiro de Agosto |
| 7      | Garcia Domingos     | 2     | 12 mai 1971       | 1,87 m | Atlético Petróleos de Luanda        |
| 8      | Edmar Victoriano    | 3     | 10 novembre 1975  | 1,95 m | Clube Desportivo Primeiro de Agosto |
| 9      | Víctor de Carvalho  | 3     | 20 février 1969   | 1,93 m | Atlético Petróleos de Luanda        |
| 10     | Herlánder Coimbra   | 4     | 16 juin 1968      | 2,01 m | Clube Desportivo Primeiro de Agosto |
| 11     | Belarmino Chipongue | 3     | 22 septembre 1974 | 1,96 m | Atlético Petróleos de Luanda        |
| 12     | David Dias          | 5     | 21 avril 1969     | 1,99 m | Benfica Lisbonne                    |
| 13     | Carlos Almeida      | 2-3   | 24 septembre 1976 | 1,92 m | Clube Desportivo Primeiro de Agosto |
| 14     | Miguel Lutonda      | 1     | 24 décembre 1971  | 1,86 m | Clube Desportivo Primeiro de Agosto |
| 15     | Buila Katiavala     | 5     | 13 mai 1971       | 2,06 m | Clube Desportivo Primeiro de Agosto |

Sélectionneur  :  Mário Palma

### Australie
| Numéro | Joueur           | Poste | Naissance         | Taille | Club(s) 1999-2000     |
| ------ | ---------------- | ----- | ----------------- | ------ | --------------------- |
| 4      | Jason Smith      | 2-3   | 20 octobre 1974   | 1,93 m | Victoria Titans       |
| 5      | Brett Maher      | 1     | 17 avril 1973     | 1,88 m | Adelaide 36ers        |
| 6      | Sam Mackinnon    | 2-3   | 25 août 1976      | 1,98 m | Townsville Crocodiles |
| 7      | Martin Cattalini | 3     | 4 octobre 1973    | 2,02 m | Adelaide 36ers        |
| 8      | Ricky Grace      | 1     | 20 août 1966      | 1,85 m | Perth Wildcats        |
| 9      | Chris Anstey     | 5     | 1er janvier 1975  | 2,13 m | Victoria Titans       |
| 10     | Andrew Gaze      | 2     | 24 juillet 1965   | 2,01 m | Melbourne Tigers      |
| 11     | Shane Heal       | 1     | 6 septembre 1970  | 1,83 m | Sydney Kings          |
| 12     | Mark Bradtke     | 5     | 27 septembre 1968 | 2,08 m | Melbourne Tigers      |
| 13     | Luc Longley      | 5     | 19 janvier 1969   | 2,21 m | Suns de Phoenix       |
| 14     | Andrew Vlahov    | 4     | 1er avril 1969    | 2,01 m | Perth Wildcats        |
| 15     | Paul Rogers      | 5     | 29 septembre 1973 | 2,08 m | Perth Wildcats        |

Sélectionneur  :  Barry Barnes

### Canada
| Numéro | Joueur           | Poste | Naissance        | Taille | Club(s) 1999-2000      |
| ------ | ---------------- | ----- | ---------------- | ------ | ---------------------- |
| 4      | David Daniels    | 1     | 2 avril 1971     | 1,78 m | KK MZT Skopje Aerodrom |
| 5      | Sherman Hamilton | 2     | 23 avril 1972    | 1,85 m | Belgrano San Nicolás   |
| 6      | Andrew Mavis     | 3     | 9 septembre 1976 | 1,98 m | Newcastle Eagles       |
| 7      | Steve Nash       | 1     | 7 février 1974   | 1,91 m | Mavericks de Dallas    |
| 8      | Shawn Swords     | 2     | 27 décembre 1973 | 1,93 m | BC Boncourt Red Team   |
| 9      | Rowan Barrett    | 3     | 24 novembre 1972 | 1,98 m | Cocodrilos de Caracas  |
| 10     | Greg Francis     | 2     | 4 avril 1974     | 1,91 m | Cheshire Jets          |
| 11     | Todd MacCulloch  | 5     | 27 janvier 1976  | 2,13 m | 76ers de Philadelphie  |
| 12     | Eric Hinrichsen  | 3     | 13 avril 1976    | 1,98 m | Euphony Bree           |
| 13     | Peter Guarasci   | 4     | 25 février 1974  | 2,06 m | Francfort Skyliners    |
| 14     | Michael Meeks    | 4     | 23 février 1972  | 2,06 m | Besançon BCD           |
| 15     | Greg Newton      | 4-5   | 8 septembre 1974 | 2,11 m | Flamengo Basketball    |

Sélectionneur  :  Jay Triano

### Espagne
| Numéro | Joueur               | Poste | Naissance         | Taille | Club(s) 1999-2000  |
| ------ | -------------------- | ----- | ----------------- | ------ | ------------------ |
| 4      | Alberto Angulo       | 2     | 19 juin 1970      | 1,93 m | Real Madrid        |
| 5      | Juan Carlos Navarro  | 1     | 13 juin 1980      | 1,93 m | FC Barcelone       |
| 6      | Raül López Molist    | 1     | 15 avril 1980     | 1,85 m | Joventut Badalona  |
| 7      | Jorge Garbajosa      | 4     | 19 décembre 1977  | 2,06 m | TAU Cerámica       |
| 8      | Nacho Rodríguez      | 1     | 2 septembre 1970  | 1,88 m | FC Barcelone       |
| 9      | Carlos Jiménez       | 4     | 10 février 1976   | 2,06 m | Estudiantes Madrid |
| 10     | Rodrigo de la Fuente | 3     | 26 novembre 1976  | 2,01 m | FC Barcelone       |
| 11     | Alberto Herreros     | 3     | 20 avril 1969     | 2,01 m | Real Madrid        |
| 12     | Johnny Rogers        | 3     | 10 décembre 1963  | 2,08 m | Panathinaïkos      |
| 13     | Iñaki de Miguel      | 5     | 24 octobre 1973   | 2,06 m | Olympiakós         |
| 14     | Alfonso Reyes        | 5     | 19 septembre 1971 | 2,03 m | Estudiantes Madrid |
| 15     | Roberto Dueñas       | 5     | 1er novembre 1975 | 2,21 m | Real Madrid        |

Sélectionneur  :  Lolo Sainz

### Russie
| Numéro | Joueur              | Poste | Naissance        | Taille | Club(s) 1999-2000          |
| ------ | ------------------- | ----- | ---------------- | ------ | -------------------------- |
| 4      | Sergueï Tchikalkine | 2     | 11 décembre 1975 | 1,96 m | Ural Great Perm            |
| 5      | Valentin Kubrakov   | 2     | 25 juillet 1972  | 1,96 m | Lokomotiv Kouban-Krasnodar |
| 6      | Aleksandr Bashminov | 5     | 7 mai 1978       | 2,11 m | Ural Great Perm            |
| 7      | Evgeni Kisurin      | 4     | 28 janvier 1969  | 2,06 m | Varese Roosters            |
| 8      | Nikita Morgounov    | 4-5   | 29 juin 1975     | 2,11 m | CSKA Moscou                |
| 9      | Sergueï Bazarevitch | 1     | 16 mars 1965     | 1,91 m | PAOK Salonique             |
| 10     | Evgeni Pachoutine   | 1     | 6 février 1969   | 1,91 m | Maccabi Ra'anana           |
| 11     | Andrei Fetisov      | 2     | 3 mai 1974       | 1,96 m | Pınar Karşıyaka            |
| 12     | Andrei Fetisov      | 4     | 19 janvier 1972  | 2,08 m | Spartak Saint-Pétersbourg  |
| 13     | Andreï Kirilenko    | 3-4   | 18 février 1981  | 2,08 m | CSKA Moscou                |
| 14     | Sergueï Panov       | 4     | 30 juin 1970     | 2,03 m | CSKA Moscou                |
| 15     | Ruslan Avleev       | 4     | 4 juin 1976      | 2,01 m | UNICS Kazan                |

Sélectionneur  :  Stanislav Eremin

### Yougoslavie
| Numéro | Joueur               | Poste | Naissance        | Taille | Club(s) 1999-2000        |
| ------ | -------------------- | ----- | ---------------- | ------ | ------------------------ |
| 4      | Dejan Bodiroga       | 3     | 2 mars 1973      | 2,03 m | Panathinaïkos            |
| 5      | Predrag Danilović    | 3     | 26 février 1970  | 2,03 m | Kinder Bologne           |
| 6      | Saša Obradović       | 1     | 29 janvier 1969  | 1,96 m | Étoile rouge de Belgrade |
| 7      | Igor Rakočević       | 1     | 29 mars 1978     | 1,93 m | Étoile rouge de Belgrade |
| 8      | Predrag Stojaković   | 3     | 9 juin 1977      | 2,06 m | Kings de Sacramento      |
| 9      | Vlado Šćepanović     | 2     | 13 novembre 1975 | 1,96 m | Efes Pilsen SK           |
| 10     | Dragan Lukovski      | 1     | 21 mars 1975     | 1,88 m | Étoile rouge de Belgrade |
| 11     | Željko Rebrača       | 5     | 9 avril 1972     | 2,11 m | Panathinaïkos            |
| 12     | Dragan Tarlać        | 5     | 9 mai 1973       | 2,11 m | Olympiakós               |
| 13     | Predrag Drobnjak     | 4     | 27 octobre 1975  | 2,11 m | Efes Pilsen SK           |
| 14     | Dejan Tomašević      | 5     | 6 mai 1973       | 2,08 m | KK Budućnost Podgorica   |
| 15     | Nikola Jestratijević | 5     | 9 juillet 1976   | 2,11 m | Étoile rouge de Belgrade |

Sélectionneur  :  Željko Obradović